# 207th Street Yard

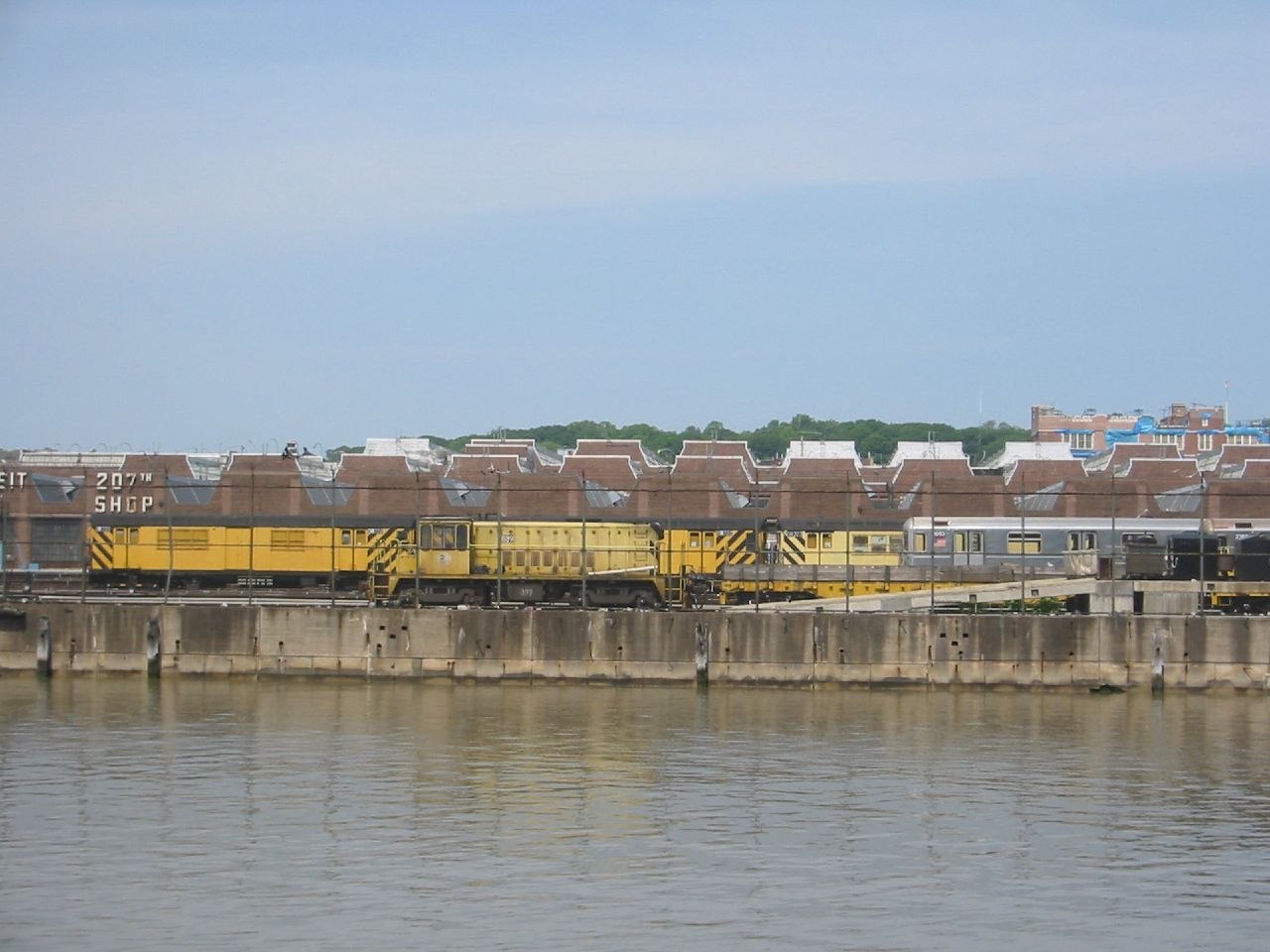
A través de Harlem.

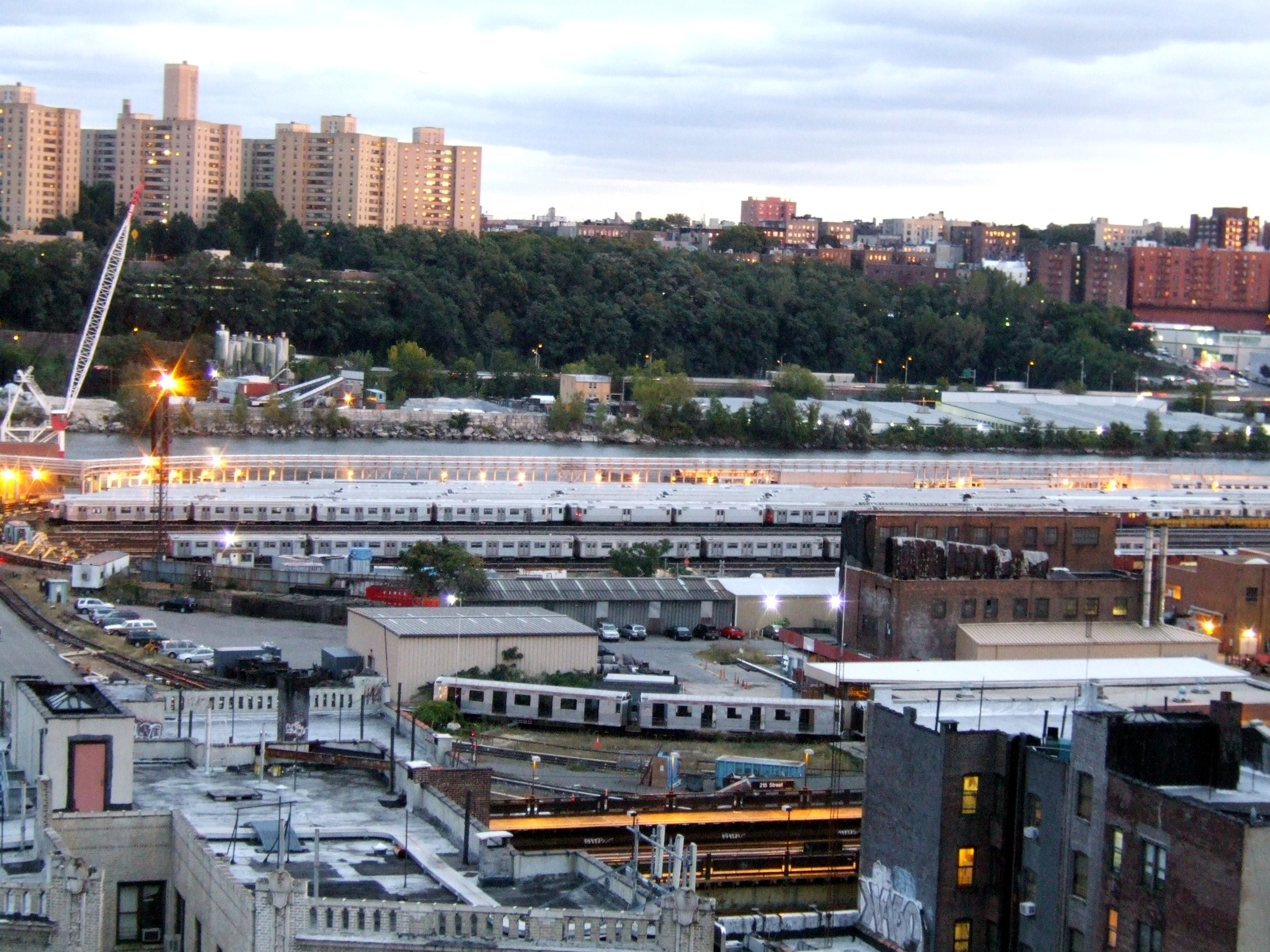
Desde un edificio cercano.

207th Street Yard es un patio ferroviario del metro de Nueva York. Se encuentra localizado en el Norte de Manhattan en el Río Harlem al norte de University Heights Bridge. Sirve como almacenaje para los coches modelo R32s, asignados para los Servicios A y C.
El Taller 207th Street Shop es un taller de vulcanización del metro de Nueva York para vulcanizar y construir los coches de la  División A al igual que el material rodante de la División B.
También es usado para almacenar coches para el Museo de Tránsito de Nueva York al igual los que están como chatarras. 
En la parte sur del patio hay conexión hacia la Línea de la Octava Avenida. Unas vías separadas y un puente aéreo también lleva hacia la Línea de la Séptima Avenida-Broadway.